# 日産・VEエンジン
日産・VEエンジンは日産自動車が製造していたV型6気筒エンジンである。VG30Eをベースに開発され1991年（平成3年）に登場した。搭載された車種は当時マイナーチェンジを迎えたJ30型系マキシマのみである。

## 概要
マキシマは当初SOHCのVG30Eのみを搭載、更なる商品力向上のためDOHCを採用した高性能エンジンが必要となったが、同系列のDOHC仕様であるVG30DEはFR専用エンジン（縦置き）であったことから搭載が見送られ、「FF専用のDOHC版VG30」（横置き）として1988年（昭和63年）に設計が開始された。
翌年の1989年（平成元年）からはFF/FR共用の新V型6気筒エンジンVQ型の開発がスタートし、1990年（平成2年）には仕様やコンセプトがほぼ固まっていたものの、VE型の設計がほぼ終了し横浜工場の設備投資の手配が完了していたという消極的理由により開発が継続され、1991年（平成3年）にマキシマへ搭載された。
しかし、旧型のVG30Eと比較してもVE30DEの優位点は最高出力のみであり、50 kg以上増加した重量や、最大トルクはほぼ同等ながら低速域では下回るなど、劣っている部分が多々存在した。そのため、A32型セフィーロ/マキシマではコスト・性能・重量で優るVQ型に置き換えられ、わずか3年で生産が終了した。

## ラインアップ

### VE30DE
- DOHC 24バルブ
  - マキシマに搭載された。

#### スペック
- 水冷V型6気筒DOHC
- 最高出力：195 PS/5,600 rpm
- 最大トルク：26.6 kg・m/4,000 rpm
- 総排気量：2,960 cc